# Leandro Izaguirre
Leandro Izaguirre (Ciudad de México, México; 13 de febrero de 1867 - Ciudad de México, México; 1941) fue un pintor, ilustrador y maestro de la Academia de San Carlos de la Ciudad de México. Realizó El suplicio de Cuauhtémoc (1892), un retrato de Vicente Guerrero, Colón en la Rábida, La Fundación de Tenochtitlán y otras pinturas e ilustraciones que son parte del acervo histórico mexicano.

## Reseña biográfica

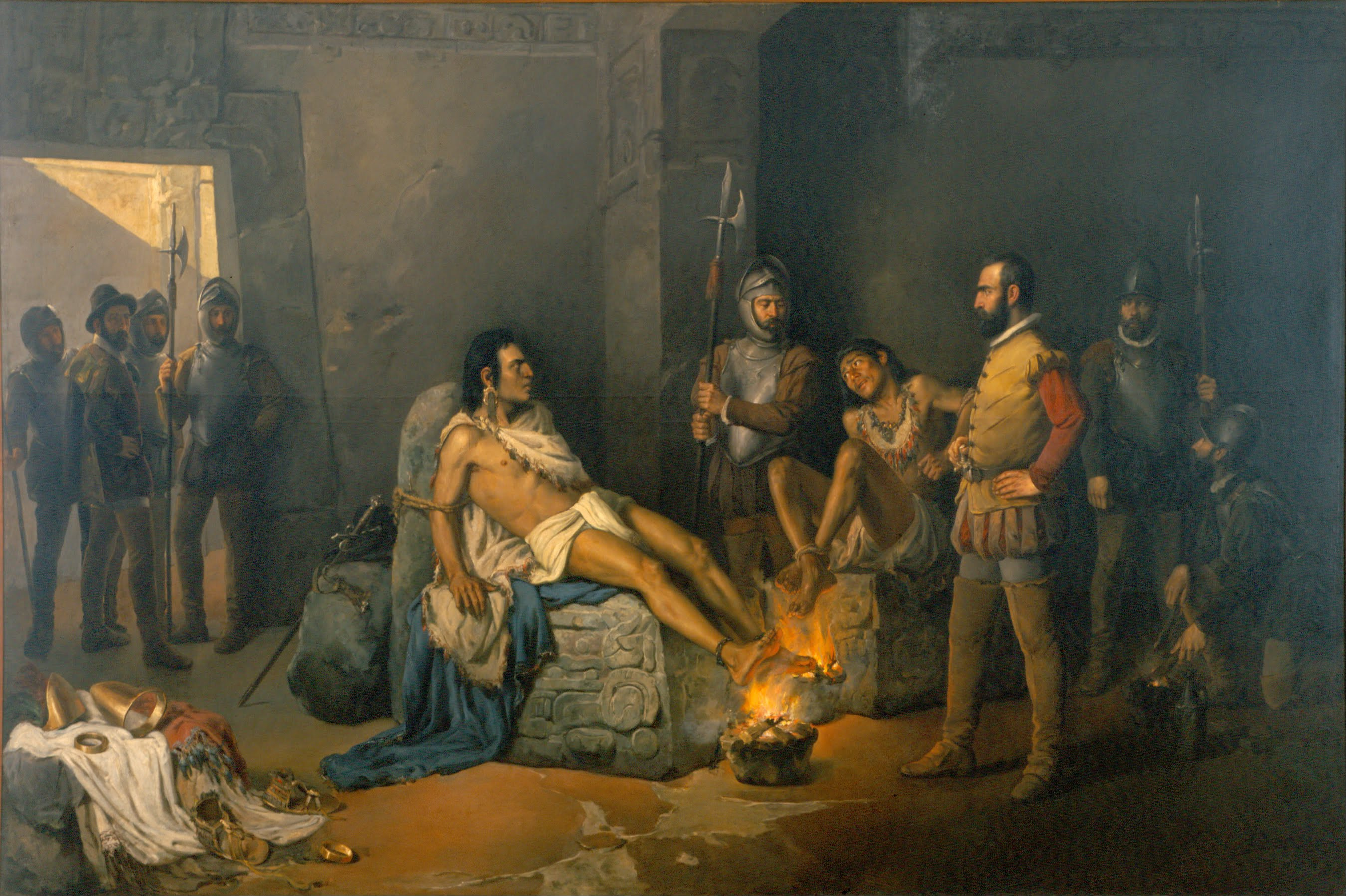
El suplicio de Cuauhtémoc

Estudió junto con Santiago Rebull y José Salomé Pina. Entra a la Academia de San Carlos en 1884, durante el porfiriato y recibe una pensión de pintura dos años después. Consecuencia de ello, se compromete a realizar algunas obras de carácter histórico, siendo la más famosa de ellas El suplicio de Cuauhtémoc (1893).
Más tarde se le comisiona la realización de trabajos en Europa, donde copia algunas obras españolas clásicas y otras, teniendo predilección por las escenas costumbristas al estilo italiano.
Fue maestro de pintores como Francisco Romano Guillemin, Rosario Cabrera y Saturnino Herrán. 
Participó como ilustrador en la Revista Moderna, publicación de influencia tanto nacional como de otros países de habla hispana, así como en El Mundo Ilustrado.